# Asklundska villan

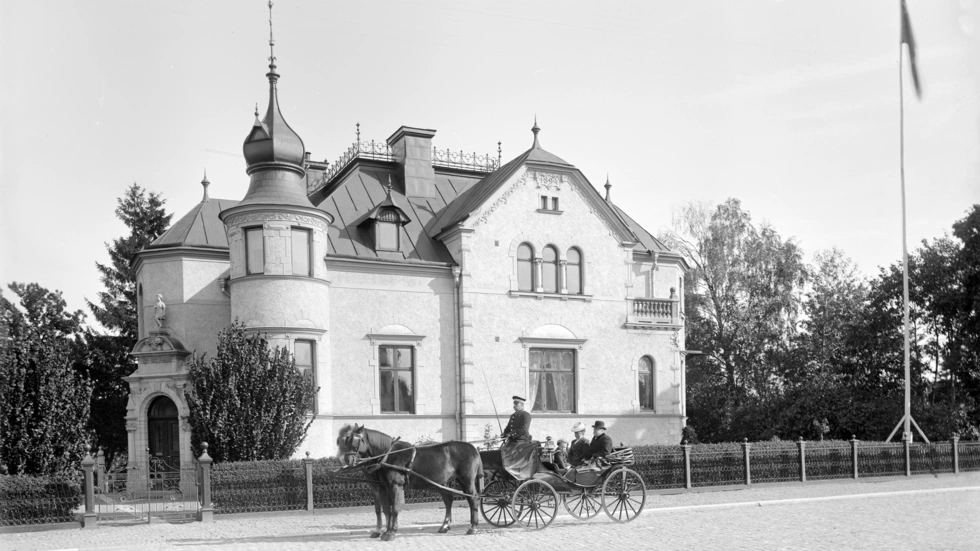
Asklundska villan vid Magasintorget, 1902

Asklundska villan är en patriciervilla, som uppfördes 1894 vid dåvarande Magasintorget, nuvarande Hamngatan i Linköping. Den ritades av Paul A. Löfgren och Gustaf Paulson. Den uppfördes för Ernst Asklund (1846-1907), som ägde den av fadern grundade Jon Asklunds Tobaksfabrik vid Stångån i samma kvarter. Vid denna tid låg byggnaderna fortfarande i stadens utkant.
Villan är uppförd med tegel från Ljungs tegelbruk. Den hade bland annat Linköpings första vattentoalett. I huset finns också många exklusiva kakelugnar.
Asklundska villan ägdes från 1950 av Linköpings elverk och användes som bostadshus med fyra lägenheter. 
Byggnaden används efter renovering från 1987 som kontorshus, idag som kontorshotell.